# Buenaventura Báez
Buenaventura Báez Méndez, född 14 juli 1812 i Cabral, Barahona, Dominikanska republiken, död 14 mars 1884 i Hormigueros, Mayagüez, Puerto Rico, var femfaldig president i Dominikanska republiken. Han var president under mandatperioderna:
- 24 september 1849–15 februari 1853
- 8 oktober 1856–13 juni 1858
- 8 december 1865–29 maj 1866
- 2 maj 1868–2 januari 1874
- 26 december 1876–2 mars 1878

Báez inledde sin politiska karriär genom att delta i revolten 1843, då landet frigjorde sig från Haiti. Báez ansåg då att Dominikanska republiken enbart kunde bibehålla sitt oberoende genom att bli ett franskt protektorat. När Báez 1846 besökte Frankrike för att utverka detta, visade sig dock den franska regeringen ointresserad.
Under sin första period som president försökte han 1850, utan framgång, att få sitt land annekterat av USA. Hans andra presidentperiod 1856–1858 slutade med en statskupp orsakad av hans inblandning i finansiella transaktioner av korrupt slag. Han inbjöd då Spanien att ockupera Dominikanska republiken och kunde i utbyte leva i exil i Europa på Spaniens bekostnad. När Spanien lämnade Dominikanska republiken 1865 blev han åter president, men i maj 1866 avsattes han åter av en kupp. När han blev president 1868 försökte han åter åstadkomma annektering av USA. Han lyckades få USA:s regering att skicka örlogsfartyg med det påstådda syftet att skydda Dominikanska republiken från Haiti, även om det bakomliggande syftet från Báez sida var att skydda sina egna affärsintressen. USA:s senat vägrade dock att ratificera annekteringsfördraget och 1874 fick han åter lämna presidentposten. Efter sin sista presidentperiod 1876–1878 skickades han i permanent exil till Puerto Rico.